# Hannes Finnsson
 Der er flere personer med dette navn, se Hannes Finsen.
Hannes Finnsson (8. maj 1739 – 4. august 1796) var en islandsk biskop, søn af biskop Finnur Jónsson og dennes hustru.
Efter at være blevet student fra Skalholt Skole rejste Finsen til København, hvor han absolverede teologisk embedseksamen 1763. Foruden teologi havde han ivrig givet sig af med antikvarisk-historiske studier og allerede 1759 udgivet den såkaldte "Vikverjernes Kristenret". Om Kongespejlet skrev han en særdeles grundig afhandling, der er trykt foran udgaven 1768. I 1774 udgav han på en grundig måde det vigtige værk Landnáma. 
Særlig fortjenstfuld virksomhed udfoldede Finsen, idet han deltog i udgivelsen af sin faders hovedværk, Historia ecclesiastica Islandiæ (4 bind, 1772-78); her tilføjede han og udgav en mængde utrykte breve og dokumenter, hvorved værket i høj grad fuldkommengjordes. I 1772 havde han foretaget en videnskabelig rejse til Stockholm, hvor han undersøgte de islandske håndskrifter og blandt andet opdagede den eneste skindbog af Heiðarviga Saga. 
I 1776 blev han viet som sin faders medhjælper i bispeembedet; endelig blev han hans efterfølger 1785. Finsen var
en overordentlig lærd mand med en stærk udpræget videnskabelig sans og vederhæftighed; han var tillige meget alsidig og havde et særlig skarpt blik for folkets økonomiske forhold og dets oplysning med mere, som han af al kraft søgte at fremme. Han skrev forskellige afhandlinger vedrørende agerdyrkning på Island, om svovldrift og handel, om barnedød på Island og om nedgang i indbyggerantal på grund af uår; heraf er en del trykt i Litteraturselskabets skrifter (Rit þess isl. Lærdómslistafélags). 
Af særlig betydning var hans Kvöldvökur (aftenlæsning), I—II (udgivne 1796—97 og 1848), et meget yndet og for sin tid fortrinligt almueskrift af moralsk og underholdende indhold. Gennem hele Finsens virken mærker man hans levende interesse og dybe følelse for hans fædrelands vel og opkomst i åndelig såvel som materiel henseende. Sit embede røgtede han med stor nidkærhed. Han blev 1790 kreeret Dr. theol. og nød stor anseelse som en fremragende videnskabsmand.

## Familie
Hannes Finsson var gift 2 gange. 1. 1780 med Pórunn Olafsdatter Stephensen. 2. i 1789 med Valgerdur Jonsdottir.
Hannes Finnsson fik med sin anden hustru 4 børn:
1. Jón Finsen (1792-1848), by- og herredsfoged, stænderdeputeret. Gift med Cathrine Dorothea Bruun (1789-1861). I ægteskabet 10 børn.
2. Ólafur Hannesson Finsen (1793-1836), sysselmand og herredsdommer på Island. Gift 1820 Marie Nicoline Møller (1803-1886). De fik 5 børn. Far til Vilhjálmur Ludvig Finsen (1823-1892). Olafur Hannesson Finsen var farfader til Niels Ryberg Finsen.
3. Þòrunn Finsen (1794-1886), gift med altingsformand og sysselmand Bjarni Thorsteinson. I ægteskabet 3 børn.
4. Sigrìdur Finsen (1795-1869), gift 1835 med biskop Árni Helgason (1777-1869).